# وادي الفرع (مدينة)
وادي الفرع هي مدينة سعودية والمركز الإداري لمحافظة وادي الفرع التابعة لمنطقة المدينة المنورة، بالمملكة العربية السعودية.